# Stanisław Kurzeniecki
Stanisław Kurzeniecki (Kurzeniowski)  herbu własnego (zm. w 1717 roku) – krucyfer biskupa Stanisława Szembeka, kantor krakowskiej kapituły katedralnej w latach 1701–1717, kanonik kapituły kolegiackiej pilickiej prebendy Vitinsciana od 1699 roku, kanonik kapituły katedralnej gnieźnieńskiej.
Jako kanonik krakowski opiekował się klejnotami i insygniami koronnymi przechowywanymi na zamku krakowskim.
Syn Michała stolnika bielskiego i Marii Kotowskiej.